# Trichocereus macrogonus pachanoi
Il cactus di San Pedro (Trichocereus macrogonus var. pachanoi (Britton & Rose) Albesiano & R.Kiesling) è una cactacea colonnare diffusa in Ecuador e Perù. Viene chiamato anche wachuma, huachuma, gigantón e aguacolla.

## Descrizione
La pianta si presenta, a seconda del vigore, come uno o più fusti ramificanti dalla base alti fino a pochi metri, di un colore verde glauco. 

I fiori sono bianchi, come spesso nel genere, profumati, effimeri e notturni. 

Le areole della pianta sono prominenti e le spine sono piuttosto corte, da 7 a 13 per areola, brune.

## Usi

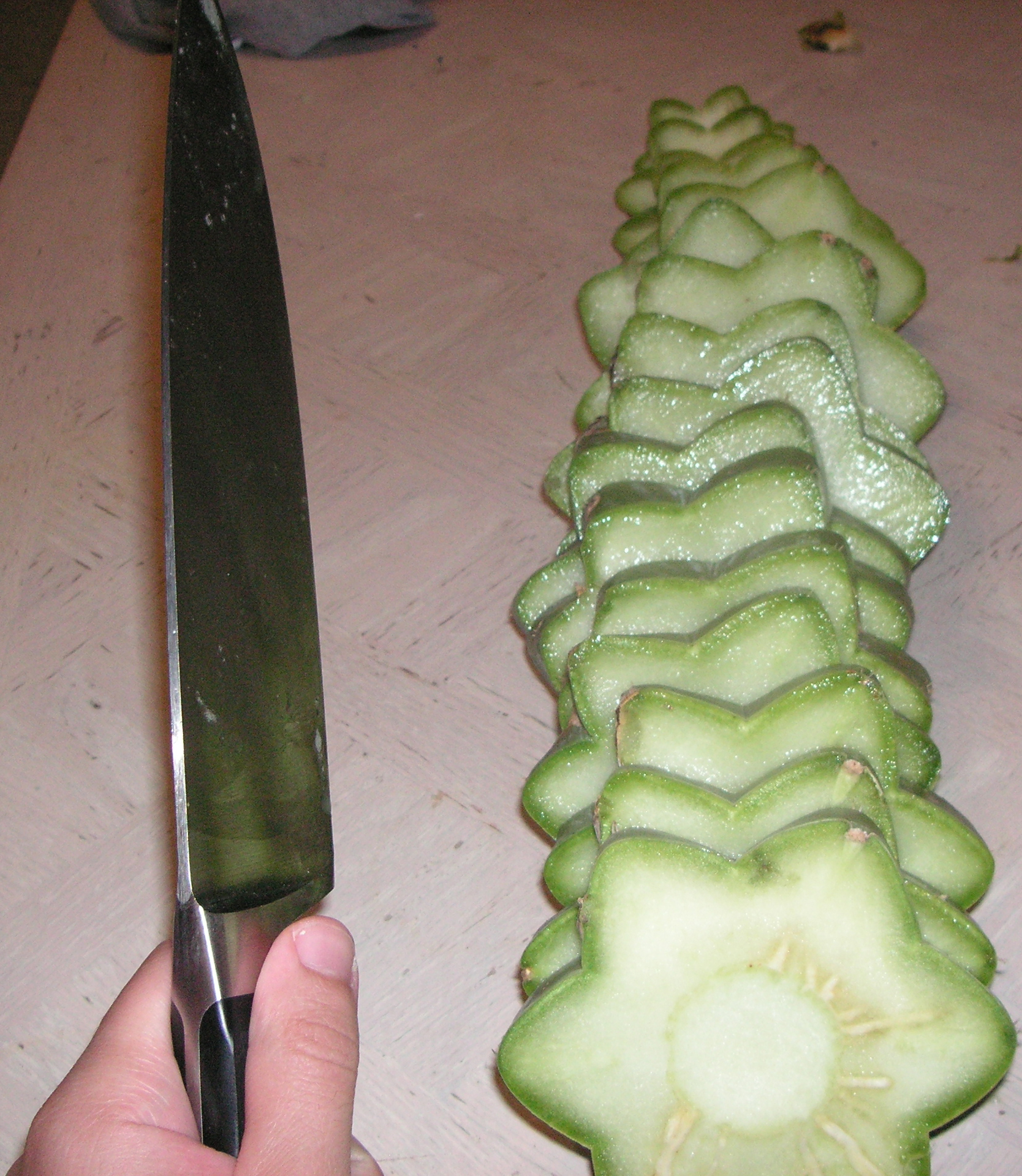
San Pedro tagliato a fette per essere ingerito

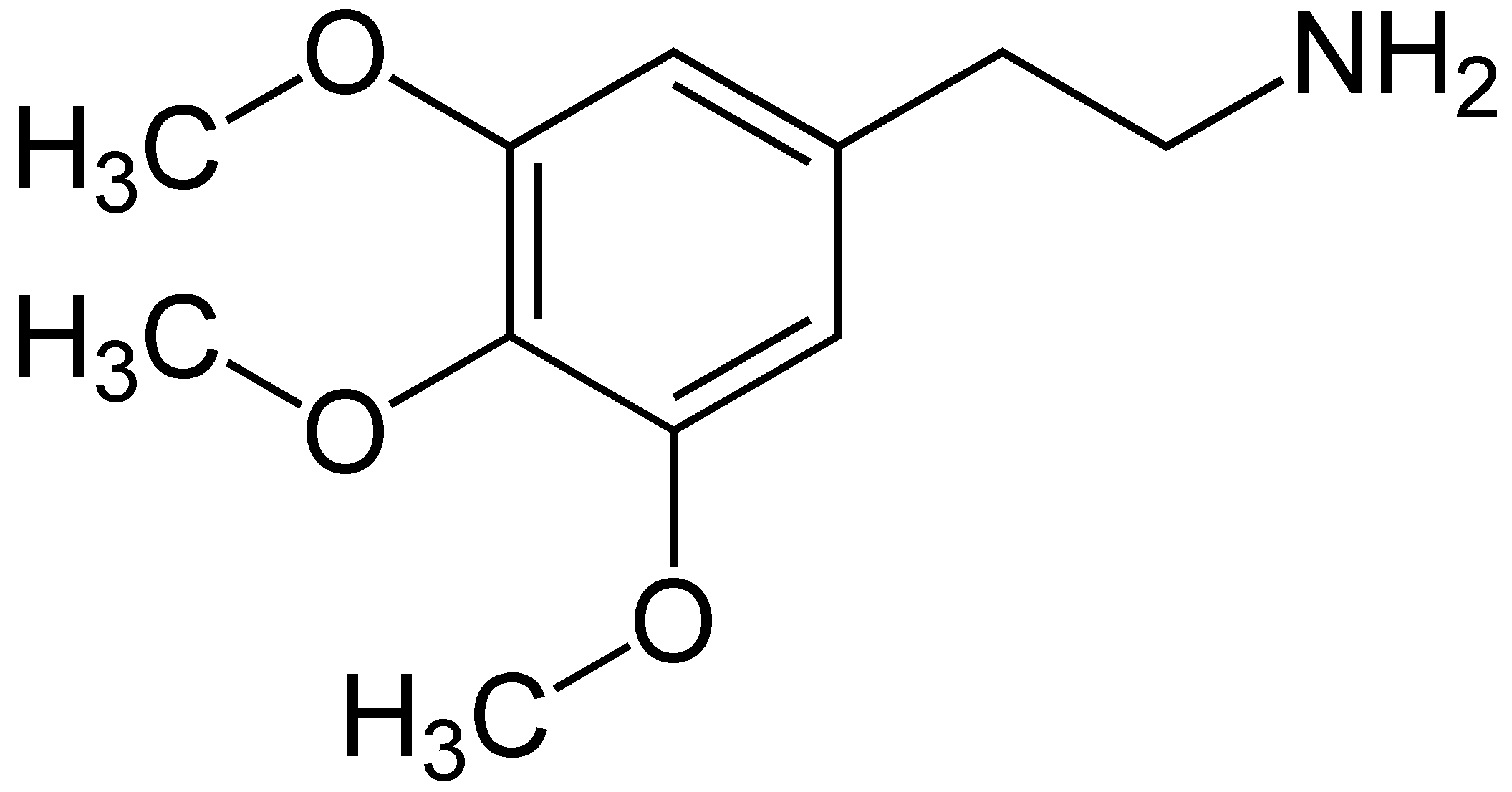
La mescalina (3,4,5-trimetossifenetilammina) è l'alcaloide più abbondante in T. macrogonus var. pachanoi e ha effetti psichedelici ed enteogeni

Nelle sue terre d'origine la pianta non ha molti utilizzi, sebbene possa venir usata come recinzione e per i suoi succhi dall'effetto psichedelico. Dal 14 novembre 2022, l'uso tradizionale del cactus è Patrimonio Culturale della Nazione in Perù. L'uso di San Pedro per scopi religiosi è provato indirettamente attraverso i ritrovamenti archeologici, per esempio nella cultura Chavín nella immagine di un dio che tiene il cactus in mano come fosse un bastone.

In italia è molto usata come pianta ornamentale, grazie alla sua rapida crescita.  

Contiene molti alcaloidi, tra cui la mescalina. Tuttavia, in Italia, la sua coltivazione è legale poiché l'estrazione della mescalina da questa pianta è piuttosto complessa e costosa e dunque poco redditizia. Inoltre, le piante coltivate in Italia presentano concentrazioni di questi metaboliti non paragonabili a quelle che si riscontrano negli habitat originari. 

Nella coltivazione hobbystica di cactacee ha grande valore grazie alla sua resistenza, vigoria e facilità di riproduzione, qualità che lo rendono un ottimo portainnesto.

## Coltivazione

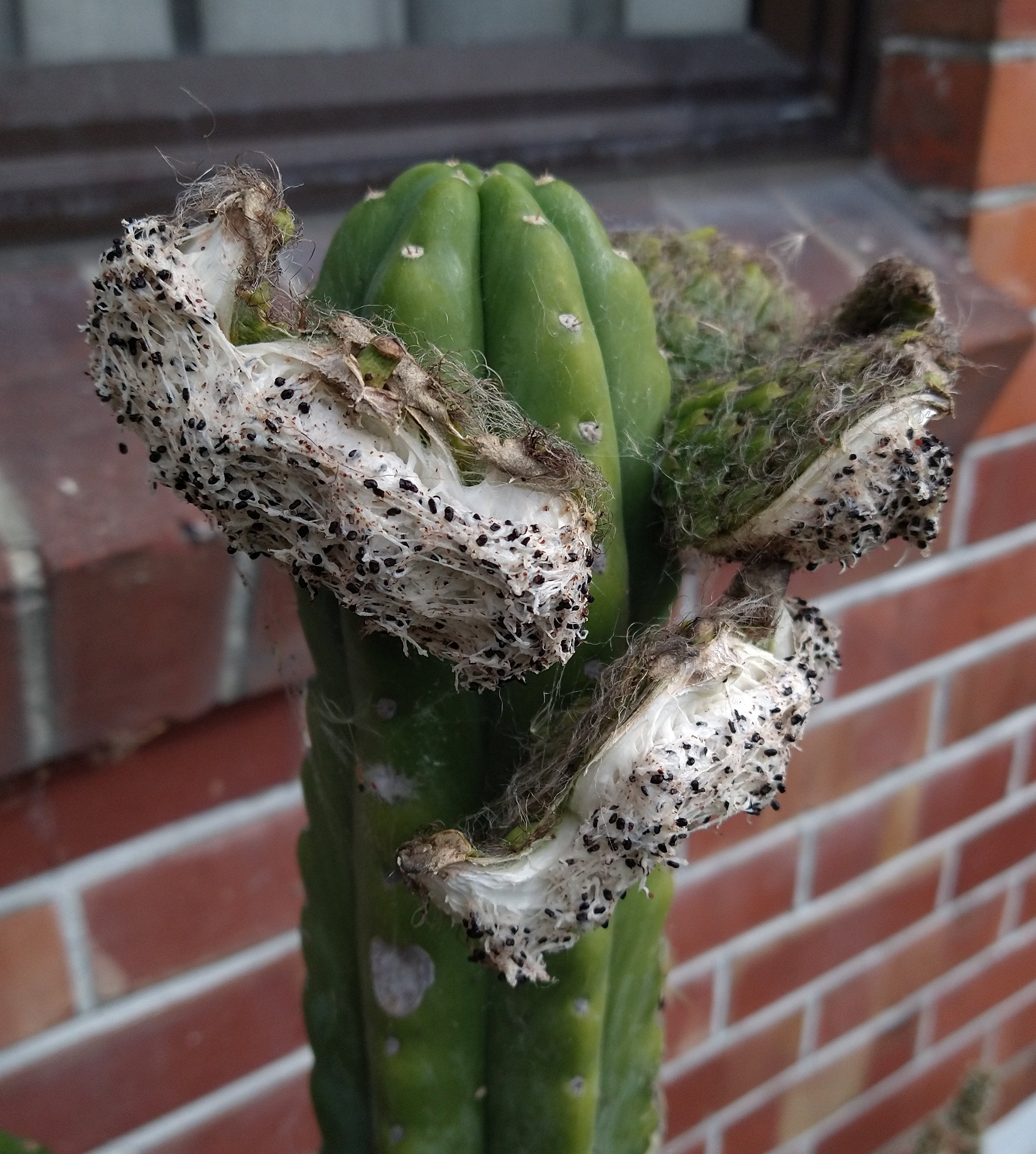
Frutto del cactus Trichocereus pachanoi, contenente semi.

Va coltivato in pieno sole oppure a mezz'ombra in terreno molto drenato. A questo scopo sono ottimi terreni minerali con granulometrie medio-grosse (a seconda delle dimensioni della pianta). Durante l'inverno può sopportare temperature di -7 °C se tenuto completamente asciutto. In caso si voglia accelerare la crescita occorre utilizzare concimi appositi a basso titolo di azoto.

Viene "bruciato" dall'utilizzo di insetticidi contenenti piretrine, e l'epidermide si riempie di bolle in breve tempo, lignificando. 

Viene propagato semplicemente per talea o da seme.